# مجلس الشعب السوري
كان مجلس الشعب السوري الهيئة التشريعية للجمهورية العربية السورية منذ عام 1971 خلال فترة حكم حزب البعث. وكان يضم 250 عضوًا يتم انتخابهم لمدة أربع سنوات في 15 دائرة انتخابية متعددة المقاعد. ويمثل مجلس الشعب السلطة التشريعية بموجب دستور عام 2012، غير أن رئيس الجمهورية يقاسمه السلطة من خلال إصدار المراسيم التشريعية. تم حل الدورة الثانية من مجلس الشعب وتعليق العمل بالدستور بتاريخ 29 يناير 2025 وذلك بعد سقوط نظام الأسد.
يتمتع المجلس بالعديد من الصلاحيات، منها إقرار الموازنة العامة، وإعلان الحرب والسلم، وتصديق المعاهدات الخارجية. كما له سلطة رقابية على الحكومة، حيث يمكنه مساءلة الوزراء، وحجب الثقة عن أحدهم أو عن الحكومة بالكامل.
تولت السلطة التشريعية دور السلطة التأسيسية ثلاث مرات لوضع دستور للبلاد. أما دستور 1973 و2012 فقد أعدتهما لجان منبثقة عن السلطة التنفيذية. كما يناط بالمجلس سلطة تعديل الدستور.
ينتخب مجلس الشعب وفقًا للدستور "بالاقتراع العام السري والمباشر، وبدرجة واحدة، لدورة مدتها أربع سنوات"، على أساس الأغلبية البسيطة في دائرة كبرى هي المحافظة، وفقًا للنظام الانتخابي لعام 1973. منذ انتخابات 2012 سمح بالتعددية الحزبية في الانتخابات، بينما كانت هذه الانتخابات سابقًا، ومنذ عام 1973، محصورة في الجبهة الوطنية التقدمية. وبالرغم من ذلك، لم تتغير نتائج الانتخابات بشكل كبير منذ إنشاء مجلس الشعب، حيث ظل حزب البعث العربي الاشتراكي يحتفظ دائمًا بالأغلبية المطلقة من المقاعد، فيما حصلت الجبهة الوطنية التقدمية على أكثر من ثلثي المقاعد، بينما تم تخصيص الثلث المتبقي للمستقلين.
مقر مجلس الشعب في العاصمة دمشق، وهو تقليد معمول به منذ عام 1932. وعلى الرغم من أن الدستور السوري لم يحدد عدد أعضاء المجلس عبر التاريخ، فإن العدد يُترك لتحديده من قبل رئيس الجمهورية بمرسوم، وقد استقر العدد على 250 مقعدًا منذ انتخابات 1990، على أن يكون نصفهم على الأقل من العمال والفلاحين، كما ينص الدستور. وهذه الفقرة مقتبسة من دستور مصر في عهد جمال عبد الناصر، تمامًا مثل تسمية السلطة التشريعية بهذا الاسم.
وفقًا لتعديلات 2012 على الدستور، ينتخب المجلس رئيسًا له ونائبًا للرئيس، وأمينيين للسر لمدة عام واحد، ويُعاد انتخابهم في دورة أكتوبر من كل عام. ينص الدستور أيضًا على أن يعقد مجلس الشعب ثلاث دورات في العام لا تقلّ مدتها عن ستة أشهر، مع إمكانية افتتاح دورة استثنائية عند الضرورة، بناءً على طلب من رئيس الجمهورية.
اعتُبر البرلمان أقوى مؤسسة في البلاد منذ تأسيسه وحتى عام 1963، حيث كانت هناك علاقة متوترة بين أقطابه وقادة الجيش، خاصة بعد دخول الحزبية بين الضباط خلال الفترة من 1949 إلى 1954، وبشكل أقل بين 1954 و1963. جميع رؤساء البلاد الذين لم تكن لهم خلفية عسكرية كانوا من خلفية برلمانية، وكذلك كان الحال مع رؤساء الوزارة.

## التاريخ

### المؤتمر العام والمجالس التمثيلية
في 19 حزيران / يونيو 1919 انعقدت أول سلطة تشريعية في سوريا، وهي المؤتمر السوري العام المكون من 85 عضوًا، ولما لم تسمح حالة البلاد المضطربة بعد سقوط سوريا العثمانية في أكتوبر 1918 من إجراء انتخابات، اكتفي بدعوة الناخبين الأوليين لانتخاب نواب المؤتمر، وفي بعض المناطق الداخلية اكتفي بجميع عرائض وقع عليها المواطنون، أما السبب الرئيس لإيجاد هذه السلطة فهو مقابلة لجنة كينغ كراين من ناحي، ولأن «الأمة تحتاج لسلطة شرعية تمثلها» من ناحية ثانية؛ ولعلّ أبرز قرار اتخذه المؤتمر السوري كان إعلان استقلال سوريا في 8 مارس 1920، وتتويج فيصل بن الحسين ملكًا عليها، غير أن الحلفاء رفضوا الاعتراف بالاستقلال، ومن ثمّ أفضت معركة ميسلون إلى حلّ المملكة، والمؤتمر العام في يوليو 1920.
في سبتمبر 1920 أصدر هنري غورو مراسيم التقسيم إلى مجموعة دول أسماها «دول الشرق»، وأقيم في كل دولة «مجلس تمثيلي» انتخبه الناخبون الأوليون، ثلثاه منتخب، وثلثه معيّن من قبل المفوضية الفرنسية؛ كما كان يحق للمندوب الفرنسي تولي السلطة التشريعية وإصدار القوانين دون العودة للمجالس التمثيلية، بينما تحتاج قرارات المجالس لموافقة المندوب الفرنسي أو من ينيبه في المفوضية الفرنسية. في 28 يونيو 1922 أعلن قيام الاتحاد السوري، و، شأت مجلس الاتحاد، المكون من 15 عضو لهم سلطة الاتحاد العليا، ويمثلون بالتساوي دول دمشق وحلب واللاذقية، وحسب القانون الأساسي للاتحاد الذي وضعه المندوب الفرنسي، فولاية المجلس عام، وينتخب رئيس البلاد لمدة عام من قبله، وله أيضًا إقرار الموازنة العاة ومجموعة من القوانين المركزية كالتجارة والعقوبات. وعلى الرغم من أن القانون الأساسي للاتحاد نصّ على انتخاب الأعضاء، إلا أن المفوض الفرنسيو لتعذر قيام انتخابات، عيّن الأعضاء لعام 1923 ثم عاد ومدد لهم عامًا إضافيًا عام 1924. لم يكتب للاتحاد السوري الاستمرارية، وأقيمت خلفًا له الدولة السورية بدءًا من يناير 1925، على أن يتولى سلطتها التشريعية حتى قيام انتخابات، مجلس تمثيلي هو اندماج مجلسي دمشق وحلب التمثيليين، غير أن الحكومات المتعاقبة خلال تلك الفترة، والتي كان يختارها المفوض الفرنسي، لم تكن مسؤولة امام المجلس التمثيلي؛ وخلال عهد الدولة اندلعت الثورة السورية الكبرى عام 1925، وأفضى اتفاق الداماد دي جوفنيل عام 1926 إلى تمهيد الطريق أمام انتخابات جمعية تأسيسية لكتابة دستور، وهو ما قبلت به فرنسا عام 1928، بعد تعيين الشيخ تاج الدين الحسني رئيسًا للدولة. جرت انتخابات الجمعية التأسيسية بين 10 - 24 أبريل 1928 لانتخاب 68 نائبًا في الجمعية، وهي المرة التي اولى التي دعي فيها جميع الناخبين للاقتراع في تاريخ سوريا الحديث.
لم يكن عمل الجمعية سهلاً، لمناكفة أعضائها بشكل دائم للمفوض الفرنسي على مبدأ «سيادة الأمة»، وهو ما أفضى لحلها في 5 فبراير 1929 بعد أن أعدت مشروع الدستور الجديد، غير أن المفوض الفرنسي لم ينشر الدستور حتى مايو 1930، بعد أن أضاف إليه نصًا بتعطيل المواد المخالفة لصك الانتداب الفرنسي.

### مجلس النواب خلال الانتداب
أقرّت المادة الثلاثون من دستور 1930، استحداث سلطة تشريعية تحت اسم مجلس النواب، منتخب لمدة خمس سنوات؛ وقد تراوح عدد النواب منذ إقرار الدستور وحتى إلغاءه عام 1949 بين 68 حتى 136 عضوًا. في ديسمبر 1931 ويناير 1932 جرت أول انتخابات مجلس نواب في سوريا، واتهمت السلطة بالتلاعب في النتائج لاسيّما فيح لب، بحيث لا يحصل أي طرف على غالبية البرلمان. تمكن المجلس الأول الذي التأم في يونيو 1932 إشاء حل وسط أوصل محمد علي العابد إلى الرئاسة، وشتكيل حكومة مناصفة هي حكومة حقي العظم الثانية، والتي قامت كأول حكومة مسؤولة أمام البرلمان. بكل الأحوال، فإن رفض مجلس النواب عام 1933 المصادقة على معاهدة الصداقة والتحالف مع فرنسا «لمساسها بحقوق الأمة»، أفضى لأزمة بين المجلس والمفضوية الفرنسية، قرر على إثرها المندوب لفرنسي تعليق عمل مجلس النواب؛ وهو ما استمر حتى 1936، حين توصلت المفوضية الفرنسية لاتفاق مع الكتلة الوطنية في أعقاب الإضراب الستيني، وكان من نتائج الإتفاق انتخابات 1936 التي حققت من خلالها الكتلة الوطنية على غالبية مقاعد مجلس النواب، وانتخب هاشم الأتاسي رئيسًا، وتزامنًا كانت المفاوضات مع فرنسا قد توصلت معاهدة الاستقلال التي صدّق عليها البرلمان السوري في ديسمبر 1936 بينما سوّف البرلمان الفرنسي ثم رفض المصادقة عليها. خلال تلك المرحلة، استمرّ مجلس النواب في تسيير شؤون البلد عبر السلطة التنفيذية المنبثقة عنه حتى 1939، حين استقال رئيس الجمهورية وعلّق العمل بالدستور وحلّ البرلمان بعد احتجاجات 1939، قبيل الحرب العالمية الثانية. بعد حسم الحرب في الشرق الأوسط، جرت انتخابات 1943 والتي أفضت مجددًا لفوز الكتلة الوطنية بغالبية المقاعد، وإيصال شكري القوتلي للرئاسة. تمكنت الحكومات المتعاقبة خلال تلك الفترة من تحقيق خطوات استقلالية في البلاد، كعدم طلب موافقة المندوب الفرنسي على التشريعات النافذة منذ 1941.
خلال انتفاضة الاستقلال عام 1945، رفض حرس مجلس النواب تحية العلم الفرنسي، فقام الجند من الجيش السنغالي الفرنسي، باقتحام المبنى وعاثوا فيه فسادًا، كما قتلوا 29 جنديًا من حرس المجلس يوم 29 مايو 1945، وهو ما يزال ذكرى سنوية في البلاد؛ وقد أفضت الجهود الديبلوماسية بعد الانتفاضة لتحقيق جلاء فرنسا، واستقلال البلاد الكامل في أبريل 1946.

### بعد الاستقلال

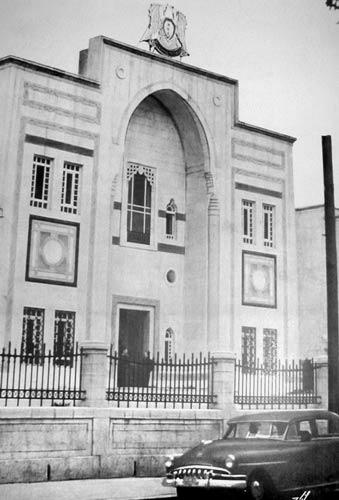
مبنى البرلمان كما كان يبدو في منتصف الخمسينات.

كانت انتخابات 1947 أول انتخابات تجري بعد الاستقلال، وأول انتخابات تجري بنظام الدرجة الواحدة في البلاد، كما وبعد انشطار الكتلة الوطنية حقق حزب الشعب الغالبية العددية، غير أنه لن يتمكن أي حزب حتى نهاية الجمهورية الأولى من تحقيق الغالبية المطلقة. في عام 1948 عدّلت البرلمان لدستور للسماح بإعادة انتخاب شكري القوتلي لولاية جديدة، غير أن حرب 1948 ونكبة فلسطين، مضافًا عليها أزمة الركود الاقتصادي في البلاد، أدى لصراع بين البرلمان والعسكر على السلطة في البلاد، وهو ما بدأ بانقلاب مارس 1949 بقيادة حسني الزعيم، ردًا على الانتقادات اللاذعة التي وجهت للجيش وقياداته من قبل البرلمان في جلسة مغلقة لمناقشة السياسة العسكرية ومسؤولية الهزيمة في حرب فلسطين.
قام الزعيم بإلغاء الدستور وحل البرلمان، غير أنه سرعان ما تلاه انقلاب الحناوي في أغسطس 1949، والذي تولت إدارته سلطة مدينة، أشرفت على انتخابات الجمعية التأسيسة الجديدة، وقد أدى فوز حزب الشعب وتقاربه للوحدة مع العراق، على أساسي سوريا الكبرى والتاج الهاشمي انقلاب أديب الشيشكلي الأول في ديسمبر 1949، والذي لم يحل الجمعية التأسيسية، والتي تابعت عملها، ووضعت دستور 1950، الذي جاء معززًا لصلاحيات البرلمان ومقلصًا لصلاحيات رئاسة الجمهورية، لتقليل أطماع الأقطاب السياسية والعسكرية فيها. رغم ذلك، مكث رجال الجيش في اللطة متدخلين في تأليف الحكومات - تولي رجل عسكري لوزارة الدفاع مسميًا من قبل قائد الجيش لا من قبل رئيس الوزراء -، وفي القوانين - إلحاق الجندرماية والأمن الداخلي بوزارة الدفاع بدلاً من وزارة الداخلية -، وحتى التدخل في عمل البرلمان - اعتقال منير العجلاني رغم الحصانة التي يتمتع بها كنائب -؛ ومع تفاقم الازمات الحكومية أفضى انقلاب الشيشكلي الثاني عام 1951، إلى حل البرلمان وتعليق العمل بالدستور مجددًا.
أراد الشيشكلي عام 1953، تغيير النظام بجعله جمهوريًا رئاسيًا بدلاً من كونه جمهوريًا برلمانيًا، واقترح دستورًا جديدًا ومجلسًا نيابيًا مكونًا من 82 عضو، وجرت على هذا الأساس انتخابات 1953، ولم يشارك يفها سوى 16% من مجموع الناخبين، وبعدها بفترة قصيرة في فبراير 1954 جرى انقلاب حلب الذي أطاح بالشيشكلي، وخلال فترة الفوضى في دمشق التيلحقت به، جرت عملية نهب وتخريب لمبنى البرلمان. بكل الأحوال، أعيد العمل بدستور 1950 والنظام الجمهوري البرلماني المتعدد، وأدت انتخابات 1954 إلى تحقيق حزب الشعب الغالبية العددية، وبرزت صعود قوى جديدة إلى الساحة كان أبرزها حزب البعث العربي الاشتراكي؛ وفي لسنوات التالية حصل تقارب بين سوريا والمعسكر الاشتراكي الذي توّج بقيام الجمهورية العربية المتحدة عام 1958؛ وبموجب الوحدة، تولى «مجلس الأمة» الذي شكّل السوريون ثلثه، سلطة البلاد التشريعية؛ وبعد انحلال الجمهورية العربية المتحدة، عاد مجلس النواب السوري عن طريق انتخابات 1961 التي أوصلت ناظم القدسي إلى الرئاسة.
في 8 مارس 1963 قامت فرق بعثية في الجيش بانقلاب 1963، وحلّت البرلمان وعطلت العمل بالدستور مجددًا، خلال السنوات التالية 1963 - 1973، تولى مجلس قيادة الثورة حتى 1971 ثم مجلس الشعب مهام السلطة التشريعية في سوريا، إنّما بالتعيين من قبل السلطة التنفيذية لا بالانتخاب؛ وعند إعادة الانتخابات من خلال انتخابات 1973، ألغيت التعددية السياسية عبر حصرها بالجبهة الوطنية التقدمية، التي فازت في جميع الانتخابات السبعة عشر التالية؛ وحتى انتخابات 2012 لم تدخل أي كتلة غير جبهوية للمجلس، بينما في انتخابات 2012 دخلت كتلة صغيرة من خمسة نواب لكسر احتكار الجبهة. بعد قيام الجمهورية الثانية، تراجع دور مجلس الشعب، من حيث الصلاحيات، كما من حيث التطبيق في الحياة السياسية السورية.

## مهامه وصلاحياته

### العملية التشريعية
المهمة الأساسية التي يضطلع بها مجلس الشعب هي إقرار القوانين والتشريعات في الجمهورية، ويجوز لكل عشر أعضاء تقديم مشروع قانون إلى مكتب المجلس ممثلاً برئيسه، كما يجوز لرئيس الجمهورية أو الحكومة اقتراح القوانين موجهة مشاريعها إلى مكتب المجلس ممثلاً برئيسه، ليقوم بتوزيع نسخ منها على الأعضاء، وإحالتها إلى اللجنة البرلمانية المختصة، لتقوم هذه اللجنة - أو أكثر من لجنة واحدة إن كان المشروع متشعب الاختصاص - بدراسة المشروع، ولها إجراء بعض التعديلات عليه، وسماع رأي الحكومة، قبل أن تطرحه على الهيئة العامة للمجلس. يناقش المجلس مشروع القانون مادة فمادة، ويصوت على كل مادة على حدا، ويكون من حق الأعضاء طلب الكلام بعد كل مادة لإبداء الرأي، ولا يجوز تعديل المادة في الهيئة العامة بل يجب إن اتفق الأعضاء على وجوب التعديل ردها مع مقترحات التعديل إلى اللجنة المختصة أو الحكومة لإعادة الدراسة. بعد إقرار مشروع القانون في مجلس الشعب، يرفع إلى رئاسة الجمهورية، التي يكون لها الحق في ردّ القانون لإعادة الدراسة من جديد، خصوصًا إذا ما اعترضت الحكومة على التشريع، أو تنقضه فيعتبر لاغيًا، ما لم يعد مجلس الشعب إقراره بأغلبية الثلثين. الدستور السوري، يحوي ثغرة، بعدم تحديد مدة بقاء مشروع القانون لدى الرئاسة، بحيث يمكن أن يمكث المشروع على الرئاسة دون إصداره أو نقضه أو رده إلى أجل غير مسمى. إلى جانب التشريع العادي، يتمتع مجلس الشعب بنوعان مخصوصان من التشريع، الأول هو تعديل الدستور، والثاني هو إصدار العفو العام، أما العفو الخاص يمنحه رئيس الجمهورية بمرسوم، غير أنه في التطبيق يمكن لرئيس الجمهورية منح العفو العام بمرسوم تشريعي.
الشكل الثاني من أشكال التشريع في سوريا، هو المراسيم التشريعية المعمول بها منذ 1963، والمقرة في الدستور منذ 1973، ومن خلال المراسيم التشريعية يجوز لرئيس الجمهورية، إصدار مرسوم له قيمة القانون دون موافقة مسبقة من مجلس الشعب الذي يمثل «السلطة التشريعية»، وذلك يتم حسب المادة الثالثة عشر بعد المئة من دستور 2012 «خارج أوقات انعقاد مجلس الشعب، أو إن اقتضت مصلحة الدولة العليا ذلك خلال انعقاد المجلس»، المادة ذاته نصّت أن يتم عرض المراسيم التشريعية على مجلس الشعب في أول دورة تالية يعقدها للإطلاع، وإن وافق ثلثي الأعضاء على تعديل المرسوم أو إلغاءه، له الحق بذلك بقانون ودون أثر رجعي، وسوى ذلك يعتبر مقرًا حكمًا ودون موافقة المجلس. في لاتطبيق لم يتم أبدًا إلغاء أو تعديل مرسوم تشريعي صادر عن رئيس الجمهورية من قبل مجلس الشعب، وفي التطبيق أيضًا فإن غالب التشريعات السورية اتخذت طبيعة المراسيم التشريعية لا صيغة القوانين، بما فيها قوانين هامة كالانتخاب، والإعلام، والإدارة المحلية؛ علمًا أن دستور الاستقلال لعام 1950 نصّ على عدم جواز تنازل السلطة التشريعية التنازل عن صلاحياتها للسلطة التنفيذية لتخويلها سلطة إصدار مراسيم تشريعية أبدًا؛ المادة الثامنة عشر من دستور 2012 أفسحت المجال للسلطة التنفيذية إصدار مراسيم تشريعية في جميع الميادين عدا الضرائب.

### الموازنة العامة والخطط المالية
إقرار موازنة عامة موحدة للدولة السورية نشأ بالشكل المتعارف عليه اليوم عام 1936، قبل هذا التاريخ فإنّ إعلان الوحدة لعام 1922 نصّ على أن يكون لكل إقليم في الدولة موزانته الخاصة، إلى جانب موازنة صغيرة تخصّ الإدارة المركزية؛ كذلك فإنّ إعلان 1925 نصّ على أن يكون لحل «الاستقلال والامتياز المالي» لوضع ميزانيتها الخاصة، وهو ما ألغي عام 1931؛ أخيرًا فإنّ معاهدة الاستقلال لعام 1936 نصّت أن يكون للاذقية والسويداء - مع مطالبات بخصوص الجزيرة السورية - استقلال مالي وإداري، غير أن برلمان 1936 المسيطر عليه من قبل الكتلة الوطنية، وبموافقة ممثلي هذه الأطراف، ألغيت هذه الموازنات الخاصة، لمصلحة موازنة واحدة لكافة البلاد. نصّ الدستور منذ 1931 على منح السلطة التشريعية صلاحية إصدار موازنة عامة للدولة، لها مرتبة القانون، عامًا فعامًا، إلى جانب موازنات خاصة أو فصليّة أو استثنائية تكون محددة الموضوع ولما يفوق العام أو العامين، على سبيل المثال فبعد هزيمة حرب 1948، لجأ البرلمان لإعداد مثل هذه الموازنات لأهداف التسليح والجهد الحربي، مثل الموزانة الاستثنائية لفترة 1955 - 1960 لدعم الجهد الحربي بقيمة 44.1 مليون ليرة (كان الدولار الأمريكي حينها 3.5 ليرة).
بعد قيام الجمهورية الثانية، تضخمت الموازنة بشكل كبير نتيجة السياسة الاشتراكية للدولة، وتآكل القطاع الخاص، وتملك الدولة لمعظم المشاريع الاستثمارية الكبيرة، وظهرت «الخطط الخمسية» كبديل عن الموازنات الاستراتيجية، والتي تحتاج بدورها لمصادقة المجلس بعد اقتراحها من قبل الحكومة. دستور 2012، لم يجر تغييرات على قواعد الموازنة المقرّة في دستور 1973، والقانون المالي الأساسي للدولة الصادر عام 2007، فنصّ على وجوب إعداد الحكومة للموازنة العامة عن كل عام ميلادي، واقتراحها من قبلها على مجلس الشعب لإقرارها في دورة أكتوبر من كل عام؛ وأن يصوّت المجلس على الموازنة بابًا فبابًا، وله حقّ ردها أو رد بعض البنود إلى الحكومة لتعديلها، غير أنه لا يحق له تعديلها مباشرة، أو زيادة وإنقاص المبالغ المرصودة فيها دون دراسة وموافقة الحكومة؛ حسب الدستور فلا تنفضّ دورة المجلس ما لم يقر الموزانة، وإن دخل العام الجديد دو ن إقرارها صرفت الحكومة على أساس الموازنة المنتهية الصلاحية حتى إقرار الموازنة الجديدة؛ القانون المالي الأساسي استثنى وزارة الأوفاق من الموازنة العامة للدولة، تاركًا لها موازنة خاصة بها.

### المعاهدات الدولية
ينصّ الدستور السوري على قيام مجلس الشعب بإقرار المعاهدات الدولية التي تعتبر الدولة طرفًا بها، ففي حين تبرم السلطة التنفيذية المعاهدة، يكون من حق السلطة لتشريعية التصديق على المعاهدة أو فسخها، وذلك بقانون. بكل الأحوال، كما حال التشريعات العادية يجوز للسلطة التنفيذية ممثلة برئيس الجمهورية، إصدار مرسوم تشريعي بإبرام المعاهدة، وهو ما يؤدي عليًا إلى جعل الاعتراض الواجب نفاذه في مجلس الشعب أعلى من الثلثين، في حين يكتفى بالأغلبية المطلقة أو البسيطة في حال القانون العادي؛ كذلك فإن إلغائه لا يلغي الآثار المترتبة عن الفترة الزمنية بين صدور المرسوم وإلغاءه خلافًا لحال التصديق أو الفسخ بقانون. أما الاتفاقيات الخاصة بالتعاون بين سوريا والدول الأخرى، ما لم تنشأ التزامات مالية، تعتبر من صلاحيات مجلس الوزراء دون الحاجة لمصادقة مجلس الشعب.
تاريخيًا، لعبت السلطة التشريعية دورًا بارزًا وأكثر فاعلية من دورها الحالي فيما يخصّ الاتفاقيات الدولية، على سبيل المثال، فإن رفض المؤتمر السوري العام اتفاق فيصل كليمنصو عام 1920، جاء بعد مشادات حادة بين السلطة التشريعية والسلطة التنفيذية، واتهامها بالتعدي على صلاحياتها؛ أما عن أهم الاتفاقات التي أقرتها السلطة التشريعية، معاهدة الاستقلال عام 1936، والتي رفضت فرنسا التصديق عليها على رأسها؛ كذلك فإن ميثاق جامعة الدول العربية لعام 1945، وكذلك ميثاق الأمم المتحدة في العام نفسه، أما اتفاق الدفاع المشترك مع مصر عام 1955 شكل نقطة فارقة في سياسة الخمسينات السورية. حديثًا فإلى جانب المعاهدات العادية، فإن حلف الدفاع المشترك مع إيران الموقع عام 2006 يعتبر أبرز اتفاقات الجمهورية الثانية.

### إعلان الحرب والسلم
على الرغم من كون إعلان الحرب من صلاحيات السلطة التشريعية، إلا أّنّ تشريع تدخل القوات السورية خارج سوريا وداخلها ليس من صلاحياتها، ولذلك فإن مشاركة سوريا في معركة تحرير الكويت عام 1991، ودخول القوات السورية إلى لبنان عام 1976، تمت دون مناقشة من قبل المجلس أو موافقته؛ أما بخصوص إسرائيل فإنّ الحرب خاضعة لأحكام اتفاق الهدنة لعام 1949. المرة الوحيدة التي أعلنت فيها السلطة التشريعية الحرب، كانت في 26 فبراير 1945، حين أعلنت الجمهورية السورية الحرب على ألمانيا النازية واليابان خلال الحرب العالمية الثانية، تزامنًا مع إعلان لبنان ومصر ، وكان هذا الإعلان في أواخر الحرب شكليًا بغية مشاركة البلاد في مؤتمر ما بعد الحرب.

### العلاقة برئاسة الجمهورية

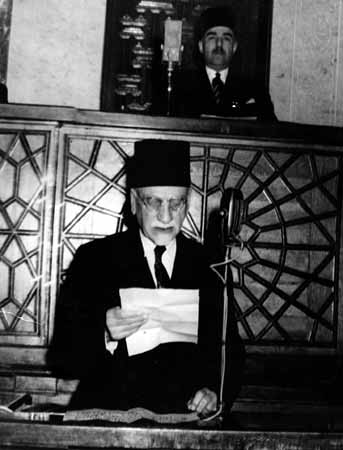
هاشم الأتاسي، يلقي خطاب القسم أمام المجلس النيابي؛ ديسمبر 1949.

ينصّ الدستور السوري على أن يقوم رئيس الجمهورية المنتخب بأداء القسم في مجلس الشعب قبل أن يبدأ مهامه الرئاسية، وحسب الأعراف يلقي الرئيس في أعقاب القسم الخطاب المعروف باسم «خطاب القسم»، أمام أعضاء المجلس، وهو تقليد متبع منذ انتخاب محمد علي العابد عام 1932. للرئيس الحق بدعوة المجلس للالتئام بغرض توجيه رسالة له أو خطاب أمامه، ولا يتعلق ذلك عادة بأمور الحكومة التي تناقش سنويًا ضمن بيان الحكومة السنوي للمجلس، إنما يختصّ بالقضايا الإستثنائية والهامة، على سبيل المثال فطوال ولاية بشار الأسد الأولى، لم يلق أي خطاب أمام مجلس الشعب بخلاف خطاب القسم سوى خطاب الانسحاب من لبنان عام 2005، وخلال ولايته الثانية ألقى خطابين، الأول عام 2011 بعيد اندلاع الأزمة السورية، والثاني عام 2012 بعيد التئام مجلس شعب جديد في الأزمة.
ينصّ الدستور السوري أيضًا، أن لمجلس الشعب وفي جلسة سرية وبغالبية ثلثي الأعضاء، توجيه تهمة الخيانة العظمى للرئيس، لمحاكمته أمام المحكمة الدستورية العليا التي يتولى الرئيس تعيينها، وسوى ذلك «فهو غير مسؤول عن الأعمال التي يقوم بها في ممارسة مهامه» أمام مجلس الشعب، أو أي جهة أخرى؛ بكل الأحوال لم يتم مطلقًا ذلك في تاريخ الجمهورية، باستثناء جلسة علينة وجهت بها تهمة الخيانة العظمى لنائب لرئيس الأسبق عبد الحليم خدام بعد انشقاقه عام 2005. حسب الدستور، فإنه عند استقالة رئيس الجمهورية يوجه كتاب الاستقالة لمجلس الشعب، وهو ما تم عند استقالة محمد علي العابد في ديسمبر 1936، وهاشم الأتاسي في يوليو 1939، بكل الأحوال، ففي حال عدم وجود مجلس يوجه الرئيس المستقبل خطاب الاستقالة للأمة، وهو ما تم مع شكري القوتلي في أبريل 1949 بعد أن قام الزعيم بالانقلاب وحل البرلمان. ينصّ الدستور على أنه حال شغور منصب الرئيس، بالوفاة أو الاستقالة أو تعذر متابعة المهام، يغدو نائب الرئيس رئيسًا مؤقتًا، وقبل إنشاء منصب نائب الرئيس أو في حال شغوره كان رئيس الوزراء يغدو الرئيس المؤقت، ما عدا الفترة الواقعة بين 1953 - 1954 حين نصّت إصلاحات الشيشكلي الدستورية، أن يغدو رئيس مجلس النواب رئيسًا مؤقتًا للجمهورية، وهو ما تمّ فعلاً عند استقالة الشيشكلي في 24 فبراير 1954، أعلن مأمون الكزبري رئيس المجلس توليه مهام رئاسة الجمهورية، غير أن الطبقة السياسية التي وقفت مع انقلاب 1954 رفضت الاعتراف بإصلاحات الشيشكلي الدستورية، معيدة العمل بدستور 1950.
خلال عهد الجمهورية الأولى، كان الرئيس ينتخب في البرلمان بأكثرية الثلثين في الجولة الأولى، والأغلبية المطلقة في الجولة الثانية، والأغلبية العددية فحسب في الجولة الثالثة؛ بكل الأحوال فحسب التقاليد الانتخابية السورية خلال عهد الجمهورية الأولى، غالبًا ما كان النواب يتوافقون على اسم الرئيس المنتخب قبل جلسة الانتخابات، لتكون الجلسة أشبه بالشكلية؛ أشد المنافسات حول الرئاسة كانت في 18 أغسطس 1955 بين شكري القوتلي وخالد العظم، حيث حصل القوتلي بنتيجة الجولة الأولى على 89 صوتًا مقابل 42 للعظم و8 أصوات بيضاء أو مببطلة، ما استدعى الاحتكام لجولة ثانية حصل خلالها القوتلي على 91 صوتًا خوله الفوز في المنصب بالأغلبية المطلقة في الجولة الثانية، أما خالد العظم فأصيب بذبحة قلبية. خلال عهد الجمهورية الثانية، فإنه بين 1973 - 2012 نصّ الدستور أن تقوم القيادة القطرية لحزب البعث بتقديم مرشحها أمام مجلس الشعب، فإما أن يرفضه، فيجب حينها على القيادة ترشيح آخر، أو أن يقبله فيعرض المرشح على الاقتراع العام أمام الشعب؛ بعد تعديلات 2012 غدا رئيس مجلس الشعب مولجًا فتح باب الترشيح للانتخابات الرئاسية، واستقبال الترشيحات، شرط أن يؤيدها 35 عضو في المجلس لم يمنحوا تأييدهم لمرشح آخر، على أن تكون الانتخابات بمرشحين على الأقل.

### العلاقة بالحكومة
منذ 1973 لا يشترط الدستور السوري موافقة مجلس الشعب على الحكومة، لا عن طريق منحها الثقة مجتمعة على أساس بيانها الوزاري، ولا عن طريق الموافقة على تعيين الوزراء، أو الأمناء العامين، أو نوابهم كما الحال في عدد من الأنظمة الرئاسية وشبه الرئاسية، وكذلك الحال عند إعفائهم من منصابهم. خلال عهد الجمهورية الأولى، كان يشترط منح البرلمان الثقة للحكومة قبل أن تشرع في أداء مهامها، وتعتبر مستقيلة في حال فقدها الثقة؛ عدم طلب موافقة البرلمان يفسح المجال لتشكيل حكومات غير ممثلة للكتل النيابية أو من أقلية نيابية.
بموجب دستور 2012، يجب على الحكومة التقدم ببرنامجها الوزاري خلال شهر من تاريخ تشكيلها، وكذلك يجب على الحكومة تقديم بيان سنوي عن أعمالها للمجلس؛ الدستور منح مجلس الشعب الحق بعقد جلسات استماع، أو مناقشة مع الحكومة، كما منح الحق للأعضاء بتوجيه أسئلة خطية أو شفهية للحكومة أو الوزير المختص، ومنح أيضًا البرلمان الحق بتشكيل لجان تحقيق نيابية في علم الوزارة أو أحد الوزراء، وطلبه للاستجواب أمام مجلس الشعب، وحجب الثقة عنه مما يعني دستوريًا استقالة الوزير أو الحكومة بكاملها في حال حجبت الثقة عن رئيس الوزراء. في التطبيق لم يلجأ مجلس الشعب مطلقًا لحجب الثقة عن وزير نم قبله، كما لا يحوي الدستور مواد ضابطة لحالات رفض الحكومة التعاون مع المجلس. لا يشترط الدستور السوري، الفصل بين الوزارة والنيابة، لذلك فمن الشائع وجود وزراء هم أعضاء في مجلس الشعب.

## العضوية

### الشروط والولاية
يشترط في المرشح لعضوية مجلس الشعب، أن يكون سوريًا منذ عشر سنوات على الأقل، وألا يكون متمتعًا بجنسية أخرى غير الجنسية السورية، وأن يكون متممًا الخامسة والعشرين من العمر، وملمًا بالقراءة والكتابة، وأن يكون ناخبًا في الدائرة الانتخابية التي يرشح نفسه عنها، أو نقل موطنه الانتخابي إليها، ولا تتم عملية النقل المذكورة إلا بعد إقامة متصلة لمدة سنتين في الدائرة الجديدة. قانون الانتخابات السوري نصّ على أنه لا يجوز الجمع بين عضوية مجلس الشعب، ومنصب المحافظ أو عضوية أي مجلس محلي، أو وظيفة عمل في الدولة وسائر القطاعين العام والمشترك، باستثناء الوزارة، والتدريس في الجامعات، وعضوية مراكز البحوث، والنقابات والمنظمات الشعبية؛ وفي حال كون العضو عاملاً في الدولة، تعتبر فترة عضوية المجلس إجازة بلا راتب وتدخل في حساب سني خدمته.
يعتبر كل عضو في مجلس الشعب ممثلاً للشعب بأكمله، ولا يجوز تحديد ولايته بقيد أو شرط كما يصرّح الدستور؛ أما ولاية المجلس فهي أربع سنوات ميلادية، على أن تجري الانتخابات خلال الأيام الستين التي تسبق تاريخ انتهاء ولاية المجلس القائم، وفي حال عدم انتخاب خلف، يبقى المجلس قائمًا حتى انتخاب مجلس جديد. أما في حال شغرت عضوية أحد المقعد، وجب انتخاب بديل عنه خلال ستين يومًا من تاريخ شغور العضوية، على أن لا تقل المدة الباقية للمجلس عن ستة أشهر، وتنتهي ولاية العضو المنتخب حديثًا بانتهاء مدة المجلس. في التطبيق، نادرًا ما لجأت الحكومة لانتخابات فرعية رغم شغور مقاعد في المجلس.
ولاية المجلس لأربع سنوات، غير مطلقة إذ يجوز لرئيس الجمهورية حل المجلس «مع بيان الأسباب»، على أن تجري انتخابات خلال ستين يومًا من تاريخ الحل، وعلى ألا يجوز إعادة حل المجلس أكثر من مرة لسبب واحد. في دساتير سابقة، كان المجلس يتمتع بالحصانة خلال الأشهر الثمانية عشر الأولى من ولايته حسب دستور 1950، وعام 1953 منح المجلس حصانة كاملة من الحل خلال إصلاحات الشيشكلي الدستورية الرامية لتحويل البلاد إلى نظام رئاسي، كون الأنظمة الرئاسية عمومًا لا تمنح السلطة التنفيذية صلاحية حل السلطة التشريعية؛ في التطبيق لم تجر الدعوة لانتخابات مبكرة أبدًا في سوريا باستثناء حل البرلمان الناجم عن انقلابات عسكرية، كما في أعوام 1949، و1954، و1963. أخيرًا، فإن الدستور، منح المجلس حق قبول استقالة الأعضاء، وفصل العضو الذي قبلت المحكمة الدستورية العليا الطعن في صحة انتخابه، دون أن يلزم المجلس بالموافقة أو الرفض.

### الانتخاب والنظام الانتخابي
لم يحدد الدستور السوري أو قانون الانتخاب عدد المقاعد أو شروط توزيعها، تاركًا ذلك لرئيس الجمهورية بمرسوم. يعتبر ناخبًا كل مواطن سوري، أتمّ الثامنة عشر من عمره، وحتى 1949 كان العمر المطلوب هو عشرين عامًا غير أن حكومة هاشم الأتاسي الثانية خفضته إلى ثمانية عشر عامًا فحسب؛ من الشروط الناخب أيضًا أن يكون في البلاد حين موعد الانتخاب، وغير فاقد لحقوقه المدنية والسياسية بحكم قضائي؛ في انتخابات 2012 كان العدد التقريبي للناخبين السوريين 14.8 مليون ناخب.
النظام الانتخابي السوري، مرّ بثلاث مراحل مختلفة الأولى نظام 1928 وبموجبها يكون من حق كل 100 مواطن في الحي أو القرية يدعون «ناخب ثانوي»، انتخاب «ناخب أولي»، بينما يجتمع الناخبون الأوليون على مستوى المحافظة، لانتخاب نواب المحافظة بالأغلبية المطلقة؛ هذا النظام المعروف «بنظام الدرجتين» ألغي لضعف تمثيله، ولإمكانية الضغط على الناخبين الأوليين، أو شراء أصواتهم، أو عقد صفقات فيما بينهم، بغض النظر عن آراء ناخبيهم الثانويين، فضلاً عن تحكم الإقطاعيين وملاك الأراضي بالفلاحين، وقد تم إلغاء هذا النظام بضغوط شبيعة واحتجاجات واسعة النطاق، ليستبدل بنظام 1947، الذي نصّ على انتخابات الدرجة الواحدة على أساس المنطقة أو الناحية، بحيث يعتبر في الجولة الأولى الحاصل على الأغلبية المطلقة من أصوات الناخبين، وفي الجولة الثانية الحاصل على الأغلبية العددية فحسب. نسبة تمثيلية هذا النظام مرتفعة عن سواها، وهي أكثر أنظمة الانتخاب تمثيلية، غير أن اعتبار المدن الكبرى دائرة واحدة فسح لظهور دوائر كبرى مثل دمشق أو حلب، ودوائر متوسطة الحجم، ما أدى لضعف التمثيلية؛ بكل الأحوال استمرّ العمل بهذا النظام حتى سقوط الجمهورية الأولى عام 1963، ليستبدل بنظام 1973، الذي ينصّ على اعتبار المحافظة دائرة واحدة عدا حلب التي تقسم إلى دائرتين؛ وعلى اعتبار الفائز، فائزًا بالأغلبية العددية. ضعف تمثيلية هذا النظام قائم أساسًا من كون الدائرة الكبرى بينما يكتفى بالأغلبية العددية لحصد جميع مقاعدها. لا تقوم الدولة السورية بطباعة أوراق أو قوائم انتخاب، بل تترك للمرشحين إعداد أوراقهم بأنفسهم، يستثنى من ذلك مرحلة 1954 - 1963 حين كانت الحكومة تطبع قوائم انتخابية موحدة.
عدم تحديد عدد المقاعد في الدستور أو وضع آلية لضبطها، دفع إلى زيادتها الدورية، آخر زيادة لمقاعد مجلس الشعب كانت عام 1990 بتحديده على 250 مقعدًا، بمتوسط 59 ألف ناخب تقريبًا للمقعد طبقًا لأعداد ناخبي انتخابات 2012، غير أنّ هذا المتوسط في توزيع المقاعد على المحافظات غير محترم بشكل دقيق أبدًا، فبينما يبلغ 37.8 ألف ناخب فقط للمعقد الواحد في دمشق، و50.7 ألف ناخب في اللاذقية، يرتفع إلى 71.7 ألف ناخب في الحسكة، و69.5 ألف ناخب في ريف حلب؛ ولا يوجد آلية أو ضوابط لتحديده سوى مرسوم رئيس الجمهورية.

### تمثيل المرأة، والأقليات، والبدو، والعمال والفلاحين
منحت المرأة السورية حق الانتخاب ضمن إصلاحات حسني الزعيم عام 1949 شرط أن تكون متزوجة ومتعلمة، غير أنها لم تمنح حينها حق الترشح؛ أما دستور 1950 فقد منح جميع النساء حق الانتخاب أسو بالرجال، ومنحنّ أخيرًا حق الترشح للانتخابات منذ انتخابات 1954؛ رغم ذلك لم تدخل أي امرأة إلى البرلمان السوري خلال عهد الجمهورية الأولى، مع تحقيق اختراق خلال عهد الجمهورية العربية المتحدة من خلال النائبتان جيهان موصلي ووداد أزهري في مجلس الأمة آنذاك؛ وكان أول دخول إلى قبة البرلمان بعد انتخابات 1973 حين دخلت 5 نساء إلى البرلمان من أصل 186، واستقرّ تمثيل المرأة على قوائم الجبهة الوطنية التقدمية بنحو 12% من مجموع المقاعد، أي 30 مقعد من أصل 250 حتى الوقت الحالي.
وفي 6 حزيران / يونيو 2016 انتخبت هدية عباس كأول إمرآة تكون رئيسة لمجلس الشعب السوري
أما الأقليات السورية فقد نّص دستور 1930 على «ضمان تمثيلها بشكل عادل» في البرلمان، وفي انتخابات 1943 على سبيل المثال خصص 42 مقعد من أصل 124 للأقليات (حوالي 34% من المجلس بما فيها مقاعد الأكراد المنتخبة والغير مخصصة)؛ في انتخابات 1947 خصص 46 مقعد من أصل 136 للأقليات (حوالي 34% من المجلس أيضًا بما فيها مقاعد الأكراد المنتخبة والغير مخصصة)، عام 1950 ألغى الدستور التخصيص الطائفي للمقاعد مع الحفاظ على قائمة لغير المسلمين من مسيحيين ويهود «لضمان حد أدنى مقبول من التمثيل»؛ أخيرًا فقد ألغيت خلال الجمهورية الثانية أي تخصيص طائفي. حتى 1963 كان يتم تخصيص بين 7 - 10 مقاعد للبدو الرحل، لا تجري عليها انتخابات، وإنما يكتفى باختيارها من قبل شيوخ العشائر، ألغي هذا النظام مع الجمهورية الثانية خصوصًا مع استقرار غالبية البدو الساحقة وتخليهم عن حياة الترحال. التخصيص الوحيد الذي يمنحه النظام الانتخابي الحالي، هو تخصيص نصف المقاعد «للعمال والفلاحين»، وهو ما أقرّ تأثرًا بالتجربة الناصرية في مصر.

### المميزات
يتمتع عضو مجلس الشعب بسلسلة من المميزات أبرزها الحصانة القضائية باستثناء حالة الجرم المشهود أو بموافقة مسبقة من المجلس بناءً على إخطار من وزير العدل؛ كذلك لا يجوز توقيفه احتياطيًا بغير الإجراءات السابقة نفسها. يصرّح الدستور أيضًا بأنّ «لا يسأل أعضاء مجلس الشعب، جزائيًا أو مدنيًا، بسبب الوقائع التي يوردونها، أو الآراء التي يبدونها، أو التصويت في الجلسات العلنية أو السرية أو في أعمال اللجان»؛ في التطبيق لا تحترم هذه الإجراءات على نطاق واسع.
في عام 2011 تم تحديد الراتب الشهري لعضو مجلس الشعب بمبلغ 41,600 ليرة سورية (أي 499,200 ليرة سورية سنويًا، ما يعادل 10,400 دولار أمريكي على سعر صرف 2011)، وإلى جانب هذا الراتب الثابت، ينال كل عضو تعويضات مالية عن كل دورة يعقدها المجلس، وكذلك علاوة مالية مع تقادم الخدمة وفق أحكام القانون. رئيس مجلس الشعب، يبلغ راتبه الشهري 82,500 ليرة سورية (أي 990,000 ليرة سنويًا، ما يعادل 20,625 دولار أمريكي على سعر صرف 2011)، وهو راتب رئيس الجمهورية ونائبه ورئيس مجلس الوزراء، علمًا أن هذا الراتب مقطوع، أي بعد حسم ضريبة الأجور. وسوى التعويضات والعلاوات المالية، يقدم لعضو مجلس الشعب، بدلاً نقديًا عن تنقلاته من مركز إقامته إلى دمشق لحصور الجلسات إن لم يكن مقيمًا في العاصمة؛ وكل عضو ينال لوحة سيارة حكومية ومرافقة أمنية إن اقتضى الأمر. كل عضو في مجلس الشعب، مشمول بالتأمين الصحي والاجتماعي العام للدولة، ولكون خدماته ضعيفة غالبًا ما يشترك الأعضاء بتأمين خاص.
على صعيد التشريف، يخاطب عضو المجلس بوصفه «سعادة النائب» - وهو تقليد الجمهورية الأولى - أو «سيادة العضو»، غير أن هذان التصنيفان غير منصوص عنهما في القانون، وكذلك فلكل عضو حق تمثيل الدولة الرسمية في الخارج والداخل، بناءً على طلب رئيس المجلس أو رئيس الجمهورية. ينصّ الدستور على أنه «لا يجوز للعضو أن يستغل عضويته في عمل من الأعمال»، في التطبيق وبعد تحول الدولة من السياسة الاشتراكية إلى سياسة السوق المفتوحة، ظهرت طبقة من رجال الأعمال - النواب في المجلس، غالبًا ما يكون ترشحهم لاكتساب الحصانة النيابية؛ في عام 2009 رفع المجلس الحصانة عن أحد الأعضاء، بعد أن وصلت القروض المتخلف عن تسديدها مليار ليرة سورية (200 مليون دولار أمريكي على سعر صرف 2009).

## الجلسات

### مكتب المجلس واللجان الدائمة
يتألف مكتب المجلس من رئيس المجلس ونائبه، وأميني السر، واثنين بمنصب مراقب جلسة. ينتخب المكتب في بداية دورة أكتوبر من كل عام، وعند غياب الرئيس ونائبه، كما في أول جلسة، يتولى أكبر الأعضاء سنًا الرئاسة، وأصغر عضوين أمانة السر. يجلس على منصة المجلس، الرئيس وأميني السر؛ وأما نائب الرئيس فيجلس مع باقي النواب. صلاحيات رئيس المجلس، هي حفظ النظام داخل الجلسة، وإدارة الجلسة من خلال منح الإذن بالكلام، واستقبال المشاريع، وإحالتها للجان، وإعداد جدول الأعمال وإعلانه، وإصدار العقوبات بحق الأعضاء المخالفين، كما له إعداد موازنة المجلس، وإدارة حرس المجلس الذي يأتمر بأمره فحسب، ولا يجوز لأي قوة مسلحة دخول مبنى المجلس أو الوقوف على مقربة منه إلا بإذنه، وله أيضًا تعيين موظفي المجلس، والإشراف على تنظيم وإدارة المبنى بما فيها إدخال تعديلات على البناء أو الأثاث؛ وهو من يمثل المجلس ويتكلم باسمه، ويوقع عنه، ولا يسمح للأعضاء التكلم باسم المجلس دون إذنه؛ أما أميني السر فيتوليان قراءة الاقتراحات، ومحاضر الجلسات، وفرز الأصوات عند الاقتراع، وكل ما يكلفهما إياه الرئيس.
كغيره من البرلمنات في العالم، يشكل مجلس الشعب لجان مختصة في دراسة الاقتراحات قبل إحالتها إلى الهيئة العامة، وتتعاون مع الوزارات المماثلة لها في الحكومة. اجتماعات اللجان أسهل ومتكررة بشكل دوري أكبر من اجتماعات الهيئة العامة، وقد حددها النظام الداخلي باثني عشر لجنة؛ أيضًا فقد سمح النظام الداخلي أن يقوم المجلس عند الضرورة بإنشاء لجان مؤقتة بغية البحث أو التحقيق أو متابعة قضايا بعينها. لا يجوز أن يتجاوز عدد أعضاء اللجنة الواحدة الثلاثين عضوًا، ولا يحق للعضو عضوية أكثر من لجنتين؛ يقوم مكتب المجلس بتعيين اللجان ثم يعرضها على المجلس للمصادقة عليها، فإن رفض المجلس المصادقة قام بانتخاب اللجان بنفسه.

### المواعيد والنصاب
يعقد المجلس ثلاث دورات عادية في السنة، الأولى في أول ثلاثاء من شهر أكتوبر وحتى نهاية شهر ديسمبر، والثانية من منتصف فبراير وحتى نهاية مارس، والثالثة من منتصف مايو وحتى نهاية يونيو. ويجوز دعوة المجلس إلى دورات استثنائية إذا دعت الضرورة، وذلك بقرار مجلس رئيس المجلس بناءً على طلب خطي من رئيس الجمهورية أو ثلث أعضاء المجلس. أولج لسة يعقدها المجلس المنتخب، تكون بناءً على دعوة رئيس الجمهورية بمرسوم خلال الأيام الخمسة عشر الأولى من ولاية المجلس، وإن لم يدع رئيس الجمهورية المجلس المنتخب للاجتماع في هذه الفترة، يجتمع المجلس حكمًا في اليوم السادس عشر. وسوى الاجتماع الأول، فإن مواعيد الجلسات، والدعوة إليها، وجدول أعمالها، يحددها رئيس المجلس بناءً على اقتراح مكتب المجلس.
نصاب افتتاح الجلسات هو الأكثرية المطلقة من مجموع أعضاء المجلس (126 عضوًا)، ولا يؤثر انسحاب عضو أو أكثر من الجلسة بعد افتتاحها في صحة انعقادها، ويعتبر العضو المنسحب مستنكفًا عن التصويت، وداخلاً في حساب الأكثرية. كل عضو ملزم بحضور الجلسات، ويجوز للرئيس منحه إجازة شهرًا في العام دون إذن المجلس، أما ما فوق ذلك فيجب موافقة المجلس، وإذا تغيّب العضو دون مبرر تحذف التعويضات المالية التي ينالها عن مشاركته في الجلسة مدة الغياب. وإذا لم يتوفر النصاب، أجل الرئيس موعد افتتاح الجلسة لمدة لا تتجاوز النصف ساعة، ثم افتتحها، فإن لم يتوفر النصاب يتلو أسماء الغائبين ويعلن رفعها ليوم آخر.

### نظام الجلسة
تكون جلسات مجلس الشعب علنية، وغالبًا ما تنقلها القنال الأولى في التلفزيون السوري الأرضي؛ ويجوز للجلسات أن تتخذ صفة السرية بناءً على طلب رئيس الجمهورية، أو الحكومة، أو عشرة أعضاء في المجلس مع موافقة الرئيس. كل جلسة تفتتح حسب النظام الداخلي وفق ما يلي: «عند تكامل العدد القانوني، يفتتح الرئيس الجلسة، وتتلى أسماء الغائبين والمجازين، وتقرأ خلاصة الجلسة السابقة، ثم يصوّت المجلس للموافقة على هذه الخلاصة، ثم تتلى خلاصة العراض والبرقيات الواردة إلى الرئاسة، ثم خلاصة الأسئلة والاقتراحات، وخلاصة المراسيم التشريعية ومشاريع القوانين». النظام الداخلي حدد بعدم جواز أحد بالكلام في المجلس دون إذن الرئيٍس؛ كما لا يجوز لأحد أن يتوجه بالكلام لزميله بل فقط للرئيس أو المجلس ككل، ويتكلم الأعضاء وقوفًا من أماكنهم، ونادرًا من على المنبر، ولا يجوز مقاطعة المتكلم إلا من قبل الحكومة أو رؤساء اللجان وبإذن رئيس المجلس لتصحيح رواية؛ وفي حال خالف المتكلم أحكام النظام الداخلي للرئيس «لفت نظره» مرتين، ثم منعه من استئناف الكلام؛ وإذا طال النقاش فيحق للمجلس بأكثرية الحاضرين قفل باب النقاش بناءً على اقتراح الرئيس، ويستثنى من ذلك مناقشة البيان الوزاري والموازنة العامة للدولة، إذ لا يجوز قفل باب النقاش بها؛ وغالبًا ما تكون مدة الكلام المعطاة للعضو خمسة دقائق في الأحوال العامة.
إذا شاغب أحد الأعضاء أو تشاجر مع زملاءه، فللرئيس بموافقة أكثرية الحاضرين منع العضو من الكلام في الجلسة، أو توجيه اللوم، أو إخراجه من الجلسة؛ النظام الداخلي، أعطى الرئيس حق رفع الجلسة ما لا يزيد عن نصف ساعة إذا اختلّ النظام، وإذا ما استمرّ الإخلال بعد إعادة الجلسة رفعها الرئيس إلى يوم آخر. أخيرًا، فعند انتاء الجلسة، يعلن الرئيس ختامها ويحدد موعد انعقاد الجلسة التالية، ويعرض جدول أعمالها. وللرئيس الدعوة لعقد جلسة في حال أراد رئيس الجمهورية توجيه خطاب أمام المجلس، أو في حال دعا الرئيس بعض كبار الشخصيات من ضيوف الجمهورية لإلقاء كلمة في المجلس، ويكون ذلك «باجتماع خاص يعقد لهذا الغرض».

### التصويت
يتم التصويت في مجلس الشعب بطريقة رفع الأيدي، أو طريقة الوقوف والقيام أو المناداة على الأعضاء بأسمائهم أو بالتصويت الإلكتروني. ويكتفى بأغلبية الحاضرين العددية لإقرار معظم مشاريع القوانين على ألا يقل عدد الموافقين عن ثلث أعضاء المجلس باستثناء القوانين الناظمة للانتخابات والأحزاب والسلطة القضائية ومجلس الدولة والمحكمة الدستورية العليا والإدارة المحلية تقر بموجب الأغلبية المطلقة لأعضاء المجلس إضافة إلى استثناءات أخرى محددة في الدستور أو النظام الداخلي، ويكون التصويت إما موافق أو غير موافق أو ممتنع.

## الأعضاء الحاليون
جرت الانتخابات التشريعية في 19 تموز / يوليو 2020 بعد تأجيلها مرتين بسبب جائحة فايروس كورونا، وفاز بنتيجتها حزب البعث العربي الاشتراكي مع حلفائه في الجبهة الوطنية التقدمية بأغلبية مقاعد المجلس حيث فاز التحالف بـ 177 مقعداً من أصل 250 مقعد. وتم إعلان القائمة النهائية للفائزين بموجب المرسوم رقم 208 لعام 2020 الصادر عن رئيس الجمهورية والذي دعا المجلس للانعقاد لأول مرة في 10 آب / أغسطس 2020 بموجب المرسوم رقم 209 لعام 2020.
| الانتماء السياسي                   | عدد المقاعد              |
| ---------------------------------- | ------------------------ |
| حزب البعث العربي الاشتراكي         | 167                      |
| الحزب السوري القومي الاجتماعي      | 3                        |
| الاتحاد الاشتراكي العربي           | 3                        |
| الحزب الشيوعي                      | 2                        |
| الحزب الشيوعي الموحد               | 2                        |
| حزب العهد الوطني                   | 2                        |
| حزب الوحدويين الاشتراكيين          | 2                        |
| الاتحاد العربي الديمقراطي          | 1                        |
| الحزب الوحدوي الاشتراكي الديمقراطي | 1                        |
| مستقلون                            | 67                       |
| المصدر                             | الاتحاد البرلماني الدولي |

## النقد
خلال عهد الجمهورية الأولى، انتُقِد البرلمان بوصفه بطيئاً، ولكون المستقلين غالبية المجلس، أو كتلته الكبيرة، أدى ذلك إلى ضعف التجربة الحزبية والأداء الحزبي داخل المجلس، كتب محمد كرد علي بعد انتخابات 1947: «خلافًا لمعظم دول العالم، حيث الغالبية النيابية معروفة، والأقلية النيابية معروفة، ففي بلدنا من المستحيل معرفة الأغلبية أو الأقلية حول موضوع معين، قبل أن يجتمع النواب، ومن الممكن أن يكون تصويتهم خلافًا لموقف الحزب أو الكتلة التي ينتمون إليها، كل حسب مصالحه». معظم النواب في الجمهورية الأولى، هو من عائلات سياسية متنفذة اقتصاديًا أو إقطاعية، هذا ما أسماه البعض «الأقلية الأوليغارشية من خمسين عائلة تشكل غالب الطبقة السياسية السورية»؛ حسني الزعيم، قائد أول انقلاب عسكري في سوريا، وصف المجلس بكونه «مجلس عشائري، لا انسجام فيه ولا تفاهم».
خلال عهد الجمهورية الثانية، انتقد مجلس الشعب بشكل متواصل، بوصفه الضعيف الأداء، والمنفصل عن عموم الشعب، والقليل التأثير في بناء سياسة الدولة السورية على الصعيد الداخلي كما على الصعيد الخارجي، وتهافت موقعه نظير مؤسسات أخرى كرئاسة الجمهورية، أو الأمن، أو حتى الحكومة. «مجلس الدمى» و«مجلس التصفيق» و«مجلس الموتى»، هي نعوت أطلقت على المجلس، ومما قبل اندلاع الأزمة السورية. الانتقادات تأتي من داخل المجلس ذاته أحيانًا، إذ قام أحد النواب عن حلب في جلسة الافتتاح لعام 2012 بالقول: «لا تقبلوا أن تكونوا مجلس إمّعات»، والإمعة في اللهجة السورية، هو غير القادر على صنع قرار، ومن ما عليه إلا الطاعة.
الانتقادات تشمل أيضَا، الفوز البديهي لقوائم الجبهة الوطنية التقدمية، وطريقة اختيار أعضاء قوائم الجبهة، وتدخل السلطة التنفيذية في نتائج المستقلين، والنظام الانتخابي الغير تمثيلي بشكل وافي، وعدم جواز إبطال نيابة عضو إلا بموافقة المجلس حتى لو حكمت المحكمة الدستورية العليا بالطعن في نيابته، وتورط بعض الأعضاء في قضايا فساد.

## الكتب
- وديع بشور (1994). سوريا صنع دولة وولادة أمة (ط. الأولى). دمشق، سوريا: دار اليازجي.
- يوسف الحكيم (1983). سورية والانتداب الفرنسي. بيروت، لبنان: دار النهار.
- ميشيل ترستيان دافيه (1984). المسألة السورية المزدوجة: سوريا في ظل الحرب الثانية. دمشق، سوريا: دار طلاس للدراسات والنشر.
- غوردن تورري (1964). Syrian Politics and the Military, 1945-1958 [السياسة والجيش السوريان 1945 - 1958] (بالإنجليزية). دار نشر جامعة ولاية أوهايو. Archived from the original on 10 آب / أغسطس 2020. {{استشهاد بكتاب}}: تحقق من التاريخ في: |تاريخ أرشيف= (help)
- غسان محمد رشاد حداد (2007). أوراق شامية من تاريخ سورية المعاصر 1946 - 1966. مكتبة مدبولى الصغير. ISBN:9789772086276. مؤرشف من الأصل في 10 آب / أغسطس 2020. {{استشهاد بكتاب}}: تحقق من التاريخ في: |تاريخ أرشيف= (مساعدة)

## الوثائق
- "الزعامات الاجتماعية ودورها في الحياة السياسية في سوريا 1925 -1950". ويكي مصدر. مؤرشف من [[[s:دستور سوريا 1950|عنوان=دستور]] سوريا 1950 الأصل] في 12 آب / أغسطس 2020. اطلع عليه بتاريخ 12 آب / أغسطس 2020. {{استشهاد ويب}}: تحقق من التاريخ في: |تاريخ الوصول= و|تاريخ أرشيف= (مساعدة) وتحقق من قيمة |مسار= (مساعدة)
- "مصرف سوريا المركزي". ويكي مصدر. مؤرشف من [[[s:دستور سوريا 1973|عنوان=]] دستور سوريا 1973 الأصل] في 12 آب / أغسطس 2020. اطلع عليه بتاريخ 12 آب / أغسطس 2020. {{استشهاد ويب}}: تحقق من التاريخ في: |تاريخ الوصول= و|تاريخ أرشيف= (مساعدة) وتحقق من قيمة |مسار= (مساعدة)
- "الدستور السوري". مجلس الشعب السوري. مؤرشف من الأصل في 12 آب / أغسطس 2020. اطلع عليه بتاريخ 12 آب / أغسطس 2020. {{استشهاد ويب}}: تحقق من التاريخ في: |تاريخ الوصول= و|تاريخ أرشيف= (مساعدة)
- "النظام الداخلي" (PDF). مجلس الشعب السوري. مؤرشف من الأصل (pdf) في 12 آب / أغسطس 2020. اطلع عليه بتاريخ 12 آب / أغسطس 2020. {{استشهاد ويب}}: تحقق من التاريخ في: |تاريخ الوصول= و|تاريخ أرشيف= (مساعدة)
- "قانون الانتخابات العامة". مجسل الشعب السوري. مؤرشف من الأصل في 12 آب / أغسطس 2020. اطلع عليه بتاريخ 12 آب / أغسطس 2020. {{استشهاد ويب}}: تحقق من التاريخ في: |تاريخ الوصول= و|تاريخ أرشيف= (مساعدة)